# Фабричная улица (Новосибирск)
Фабри́чная улица — улица в Железнодорожном районе Новосибирска. Пролегает по берегу реки Обь от Димитровского моста до пересечения с Красным проспектом.

## Происхождение названия
Своё название улица получила от расположенных на ней промышленных предприятий. В частности, в начале XX века здесь находились пивоваренный завод, макаронная фабрика, паровые мельницы, склад сельскохозяйственных машин.

## История
В 1912 году на территории, примыкающей к северной части улицы, был открыт Александровский сад, известный также под неофициальным названием «Сосновка», он был заложен в память об императоре Александре III. В настоящее время на территории сада находятся производственные корпуса.
Улица стала одним из центров рабочего движения Новониколаевска. 5 июня 1915 года на улице произошли столкновения бастующих рабочих с конной полицией. В результате стачки, организованной большевиками, рабочим удалось добиться повышения зарплаты.
15 сентября 1921 года в летнем театре сада «Сосновка» состоялся революционный трибунал по делу барона Унгерна, захваченного вместе со своим штабом в Монголии красноармейскими частями под командованием П. Е. Щетинкина.
В советское время улица оставалась средоточием промышленных предприятий. Кроме того, на ней был построен дом для Министерства Морского и Речного флота, известный под названием «Дом грузчиков», о чём изначально свидетельствовала ныне не сохранившаяся надпись на фасаде. Здание построено в 1934—1938 гг. по предложению секретаря горкома ВКП(б) С. А. Шварца, руководителя забастовки 1915 года. Постройкой руководил архитектор К. Е. Осипов, автор проектов ряда зданий в Новосибирске и других сибирских городах, начальник реконструкции здания театра «Красный факел».

## Современное состояние
На Фабричной улице расположен ряд промышленных и торговых предприятий. Вдоль улицы курсирует общественный транспорт: маршрутное такси № 30.